# Espostoa mirabilis
Espostoa mirabilis är en kaktusväxtart som beskrevs av Friedrich Ritter. Espostoa mirabilis ingår i släktet Espostoa och familjen kaktusväxter. Inga underarter finns listade i Catalogue of Life.

## Bildgalleri

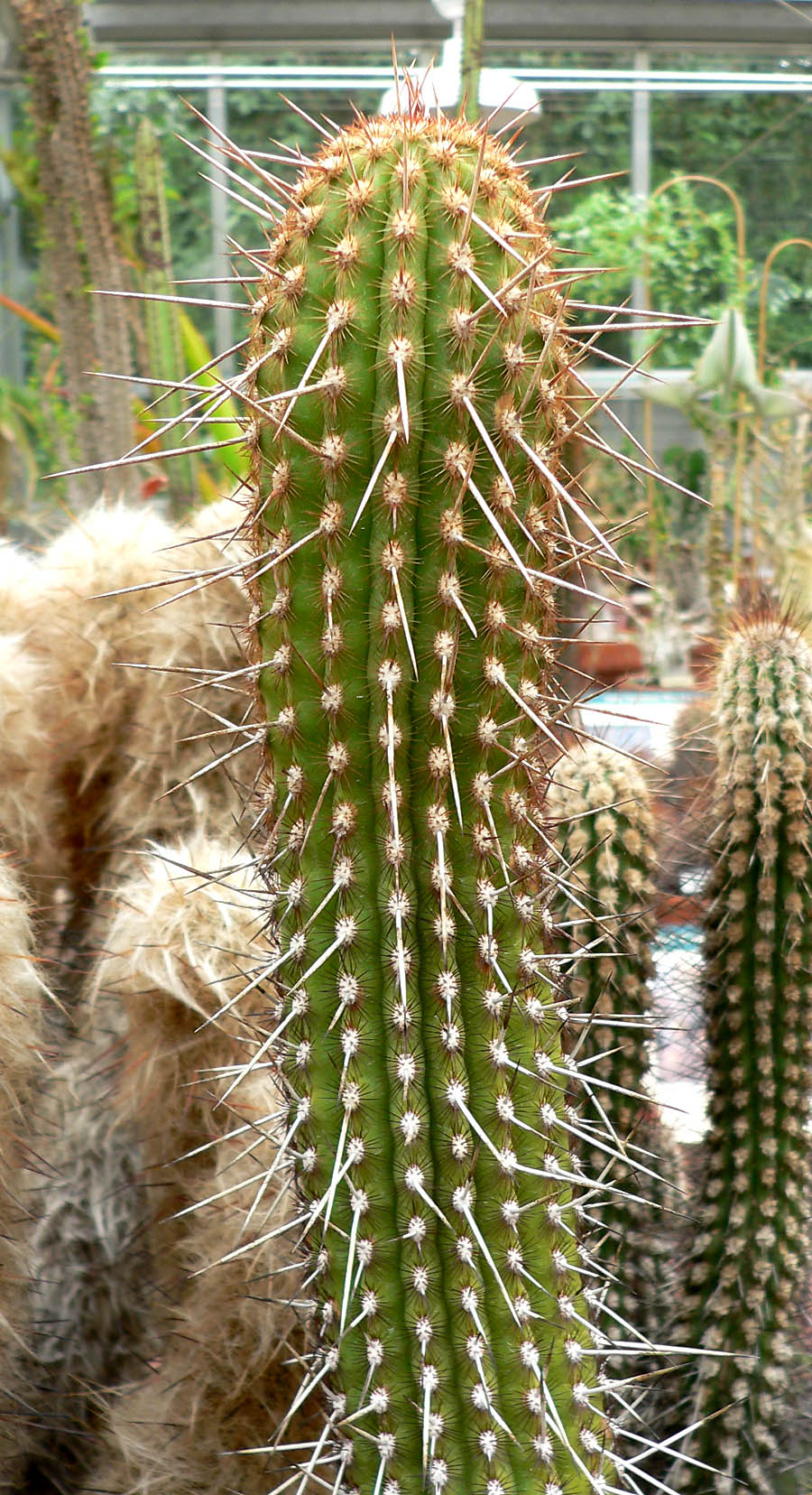
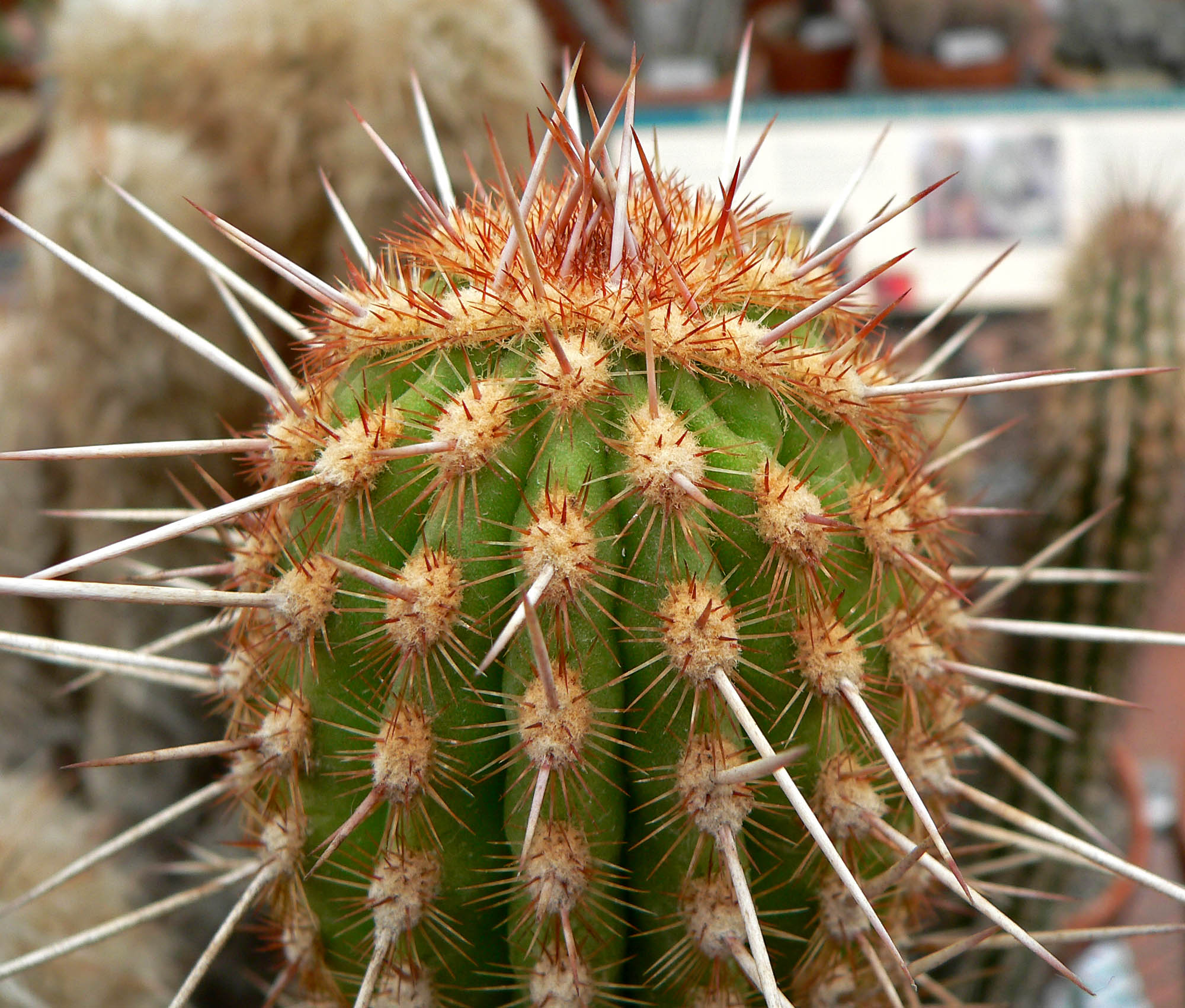
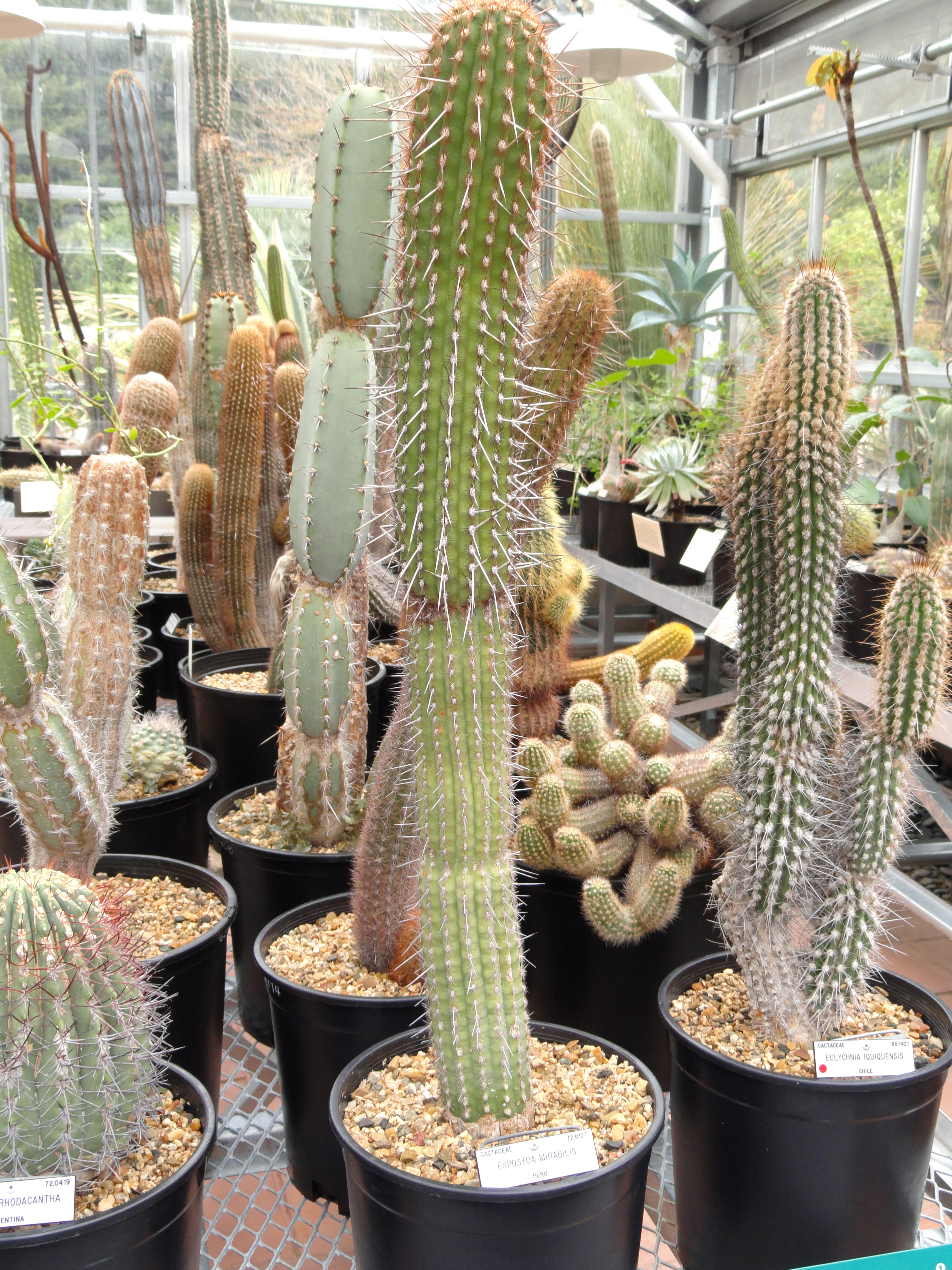